# Bertrand de Poulengy
Bertrand de Poulengy (o Barthelemy de Poulengy), soprannominato Pollichon (1392 circa – dopo il 1456) è stato un cavaliere medievale e nobile francese.

## Biografia
Signore di Gondrecourt, nacque intorno al 1392 nella regione francese della Champagne. Suo padre fu un uomo appartenente alla classe nobile di nome Jean de Poulengy. Riguardo alla madre non vi sono informazioni conosciute. Bertrand de Poulengy viene descritto come un nobile, al servizio come scudiero di re Carlo VII. Affermò di avere sessantatré anni al tempo del processo di riabilitazione di Giovanna d'Arco, nel 1455. 
Si sa molto poco della vita di Poulengy. Si ritiene che sia nato intorno al 1392 in Champagne, ma le circostanze esatte della sua nascita non sono chiare. Suo padre, Jean de Poulengy, fu nobilitato nel 1425.
De Poulengy prestava servizio sotto Robert de Baudricourt a Vaucouleurs quando Giovanna d'Arco iniziò a chiedere un'udienza al re di Francia, Carlo VII. Joan si guadagnò il sostegno di de Poulengy e di un cavaliere di nome Jean de Metz, ma de Baudricourt inizialmente rifiutò di aiutarla. Nel febbraio 1429, quando Giovanna predisse correttamente l'esito della battaglia di Rouvray, de Baudricourt cedette e accettò di dare a Giovanna una scorta per accompagnarla nel suo viaggio per incontrare il re. De Poulengy e de Metz travestirono Giovanna da soldato maschio e la portarono a Chinon, dove risiedeva il re. De Poulengy probabilmente accompagnò Giovanna d'Arco per tutta la sua breve carriera militare.
Non si sa per lo più cosa ne sia stato di de Poulengy dopo che Giovanna fu catturata dai borgognoni nel 1430. È noto che partecipò al nuovo processo di Giovanna d'Arco nel 1456, dove descrisse dettagliatamente le sue esperienze con lei. Durante il nuovo processo, de Poulengy affermò di avere circa 63 anni. Non è chiaro quando morì.

## Nella cultura di massa
Bertrand de Poulengy fu interpretato da Cliff Saunders nel 1999, nella miniserie Giovanna d'Arco e da Ray Teal nel film Joan d'Arc, del 1948. Egli apparve anche come personaggio giocabile nel videogioco Age of Empires II, precisamente nella campagna strategica che ha come protagonista Giovanna d'Arco.